# Рамирес Кардосо, Тобиас
Тоби́ас Эмануэ́ль Рами́рес Кардо́со (исп. Tobías Emanuel Ramírez Cardozo; родился 11 ноября 2006) — аргентинский футболист, защитник клуба «Архентинос Хуниорс».

## Клубная карьера
Воспитанник футбольной академии клуба «Архентинос Хуниорс», за которую он выступал с девятилетнего возраста. 28 января 2024 года дебютировал в основном составе «Архентинос Хуниорс» в матче против клуба «Ривер Плейт». 9 апреля 2024 года дебютировал в Южноамериканском кубке в матче против уругвайского клуба «Расинг».

## Карьера в сборной
Выступал за сборные Аргентины до 16, до 17 и до 20 лет.
Весной 2023 года сыграл на Южноамериканском чемпионате среди игроков до 17 лет. В ноябре 2023 года сыграл на чемпионате мира среди игроков до 17 лет, который прошёл в Индонезии.

## Личная жизнь
До сентября 2024 года был известен как «Тобиас Паласио», но затем официально сменил фамилию на «Рамирес Кардосо».